# Južnobatački jezici
Južnobatački jezici, podskupina od tri od ukupno sedam batačkih jezika, kojima govori nešto manje od 4 milijuna ljudi. Većina su govornici jezika batak toba 2.000.000 (1991 UBS), nadalje batak mandailing s 1.100.000 govornika (2000 popis) i batak angkola 750.000 (1991 UBS).
Zajedno sa sjevernobatačkom i simalungan podskupinom (jezik batak simalungun) čine batačku skupinu jezika

## Vanjske poveznice
- Ethnologue (14th)
- Ethnologue (15th)